# Véronique Sabban
Pour les articles homonymes, voir Sabban.
Véronique Sabban est une artiste plasticienne contemporaine, née le 13 novembre 1967 à Nice (France). Elle vit et travaille en Belgique.

## Biographie
Véronique Sabban naît en 1967 à Nice.
Après avoir achevé ses études secondaires, Véronique Sabban intègre l’Académie royale des beaux-arts de Bruxelles où elle obtient en 1990 un Mastère en Arts Plastiques, Visuels et de l’Espace avec la mention "Grande Distinction.
Elle obtient, sur concours, une bourse de recherche à la Fondation du Musée de la tapisserie et des arts du tissu, sous la direction du chef d'atelier : E.Dubrunfaut, de 1990 à 1991.
Véronique Sabban expose régulièrement, essentiellement en Belgique. Nombre de ses œuvres se retrouvent dans des collections privées et dans certains musées belges, dont le Musée des Beaux-Arts (ancienne piscine) de Mouscron renommé « Centre culturel de Mouscron », le Musée de l’Escrime Charles Debeur, le Musée d’Art spontané.
De 1990 à 1991, Véronique Sabban participe aux ateliers de recherches et d’expérimentations au Musée de la Tapisserie et des Arts Textiles de la Fédération Wallonie-Bruxelles.

## Œuvres

### Peinture
- Sur toile avec de la peinture acrylique
- Sur papier calligraphique avec de l’encre de Chine dès 2000
- Sur feuilles de livre jaunies, témoin du temps qui passe...
- Sur des partitions

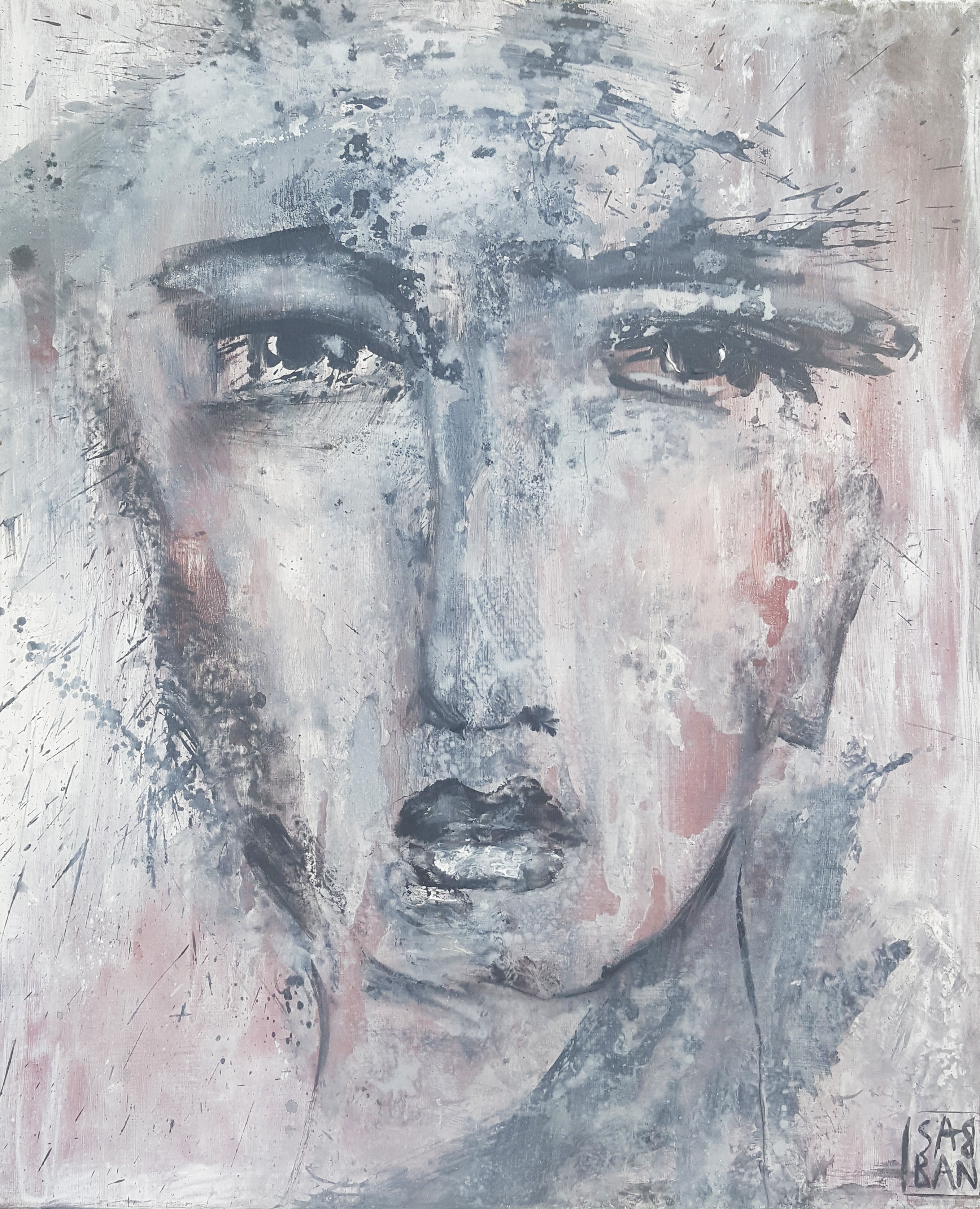
Les Brumes matinales, acrylique sur toile
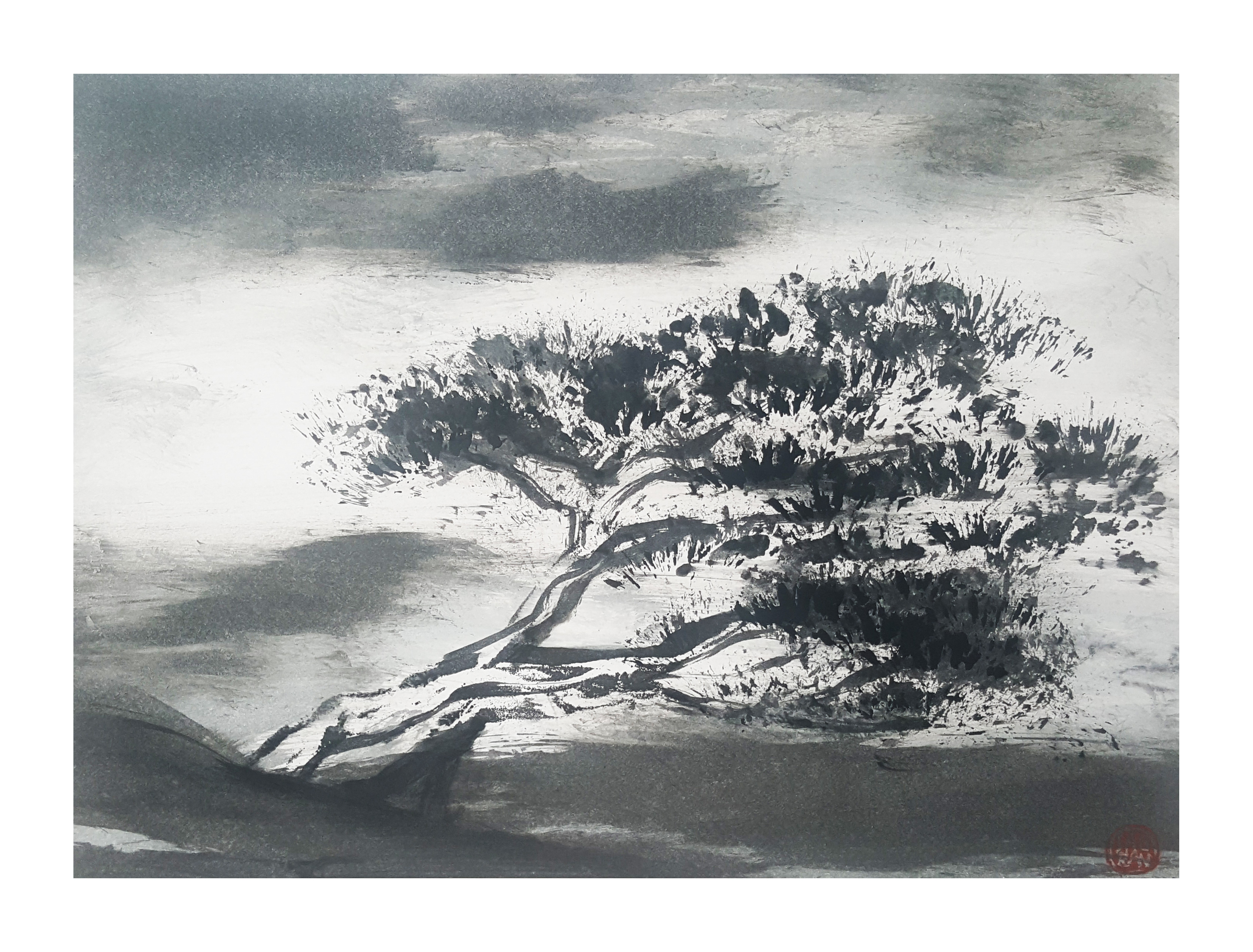
Alliance, encre de Chine
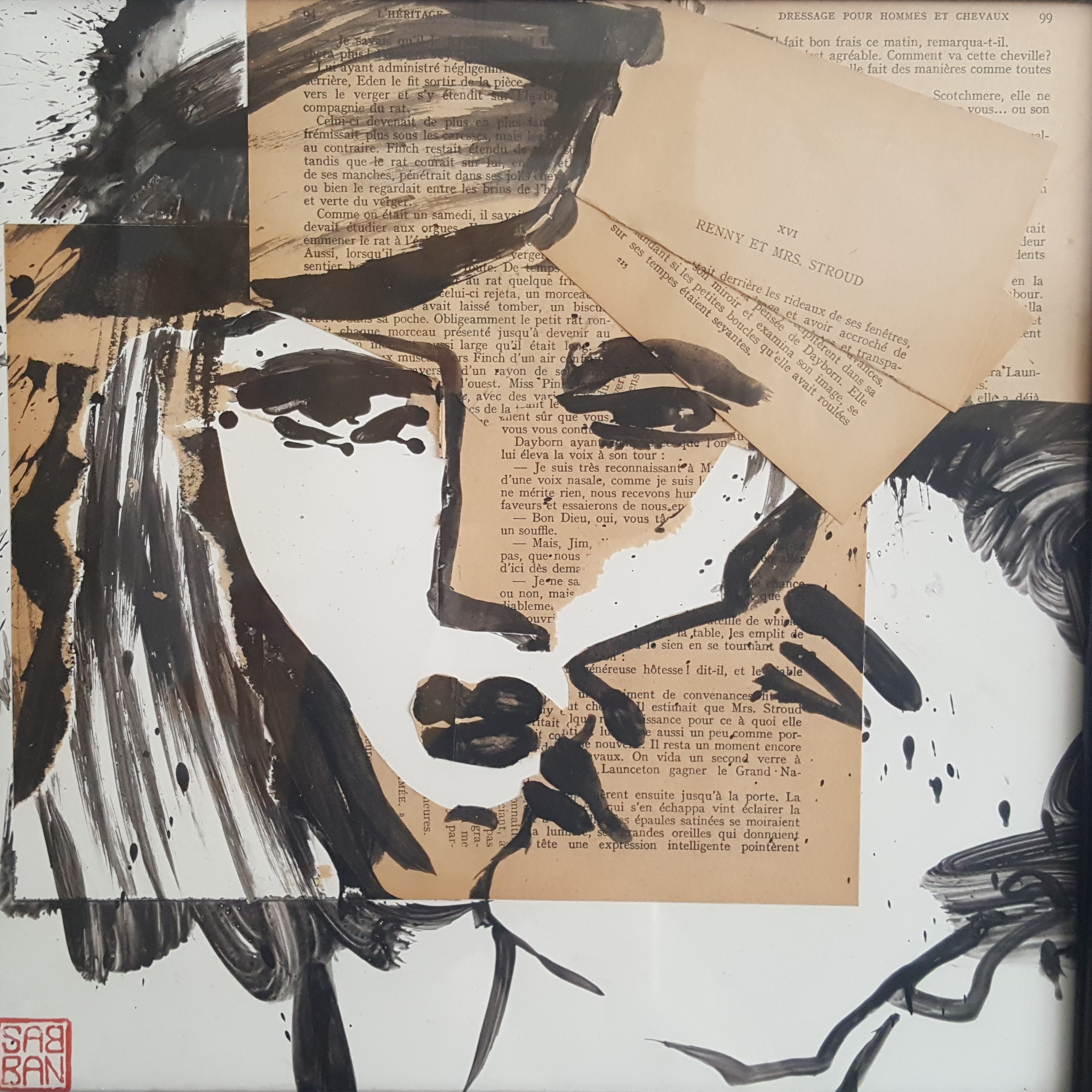
Lucidité, encre de Chine sur pages de livre
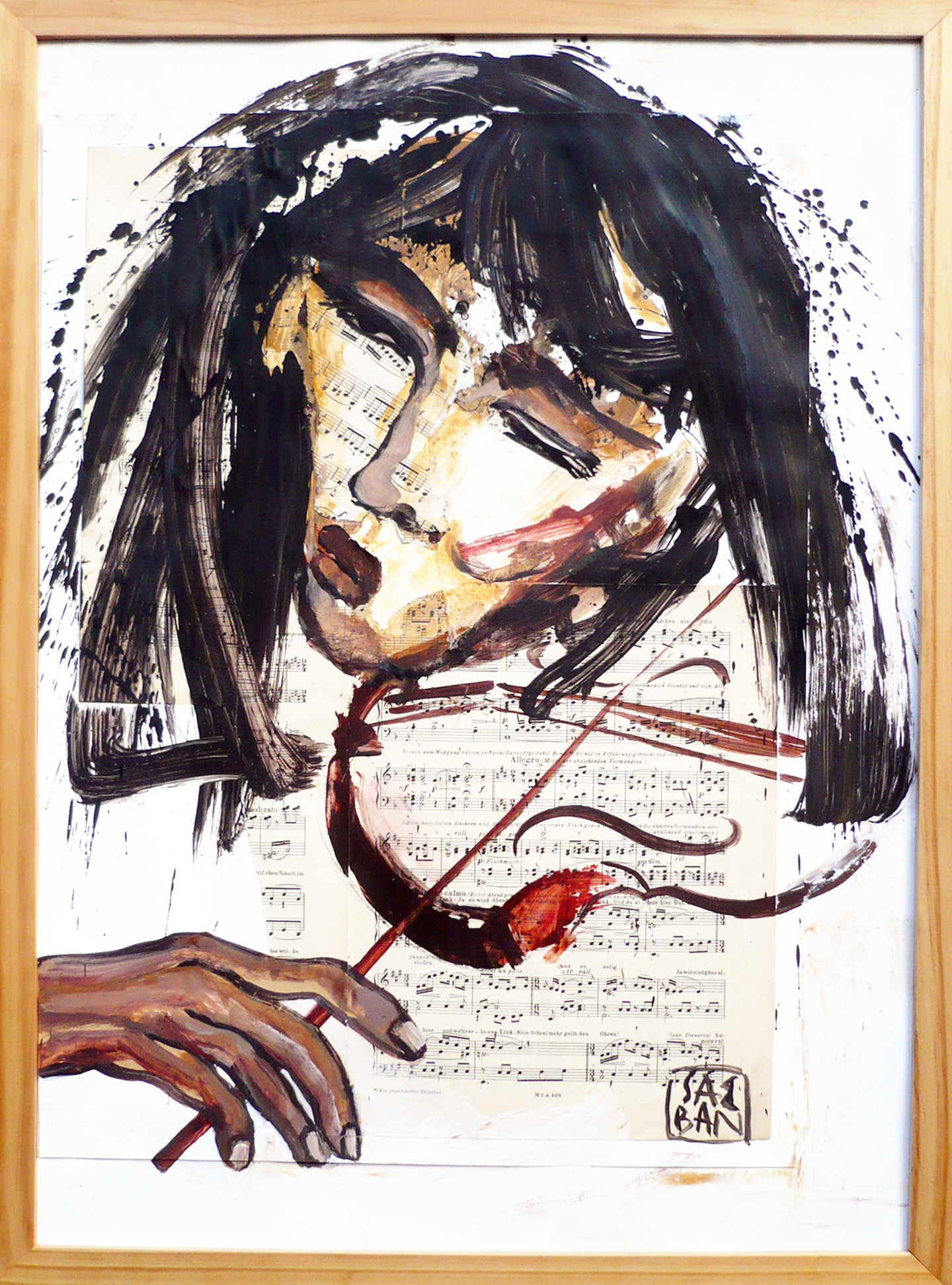
Violoniste talentueuse, acrylique sur partitions

### Sculpture
- Sculptures en terre cuite.

Formée à la technique de la céramique en cours du soir (1992 à 1995) à l’École d’Art d’Uccle, elle explore toutes les qualités de ce médium. La terre étant malléable et souple à souhait, au départ d’un bloc brut qu’elle travaille, malaxe et évide afin de n’en retenir que la quintessence de visages très expressifs. Loin des standards de beauté classiques, c’est l’intériorité des personnages qui importe à l’artiste. Ses portraits sont volontairement déformés. Ses sculptures en terre cuite sont soit émaillées, enfumées ou traitées avec la technique d'origine japonaise du Raku.

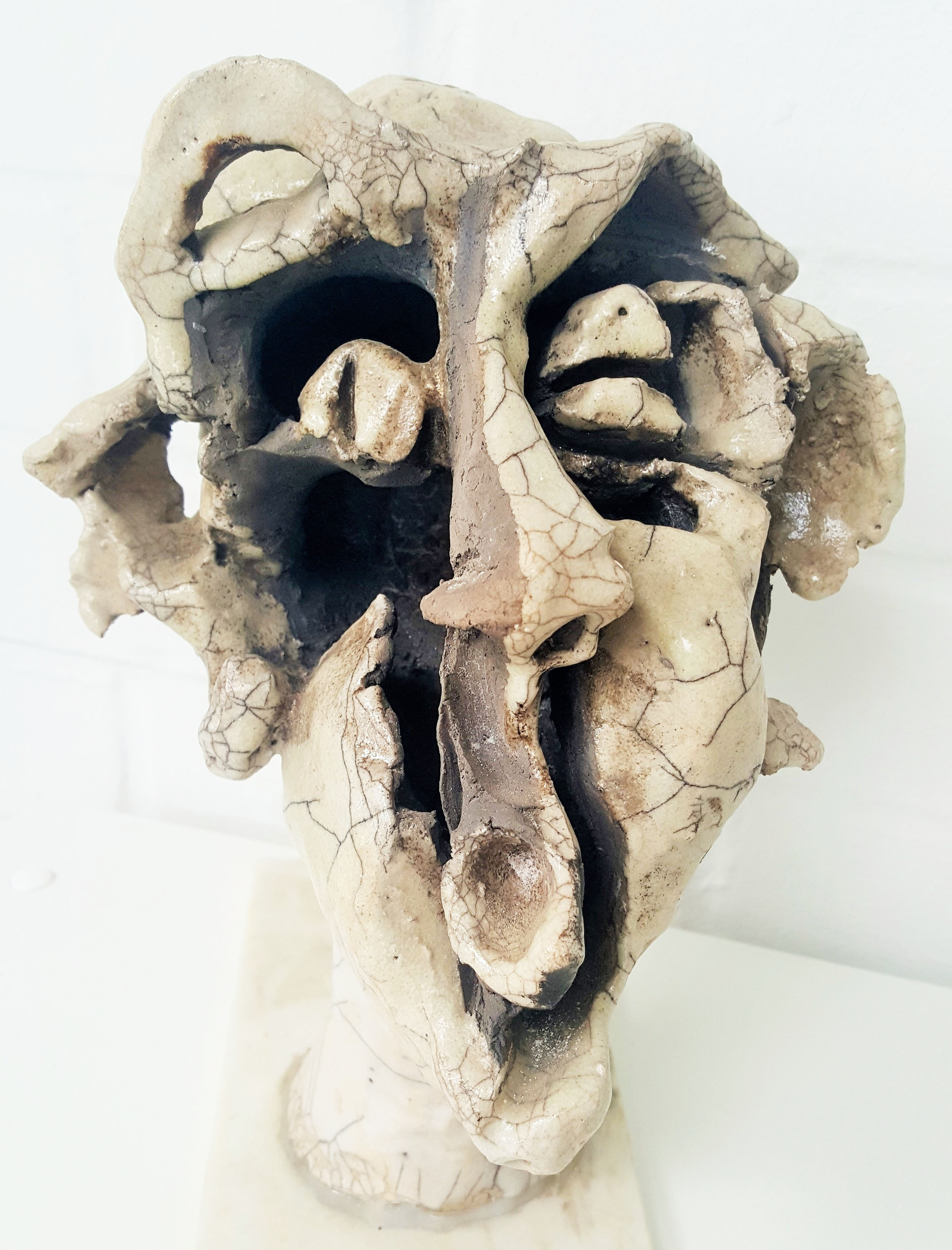
Clin d'œil marbré
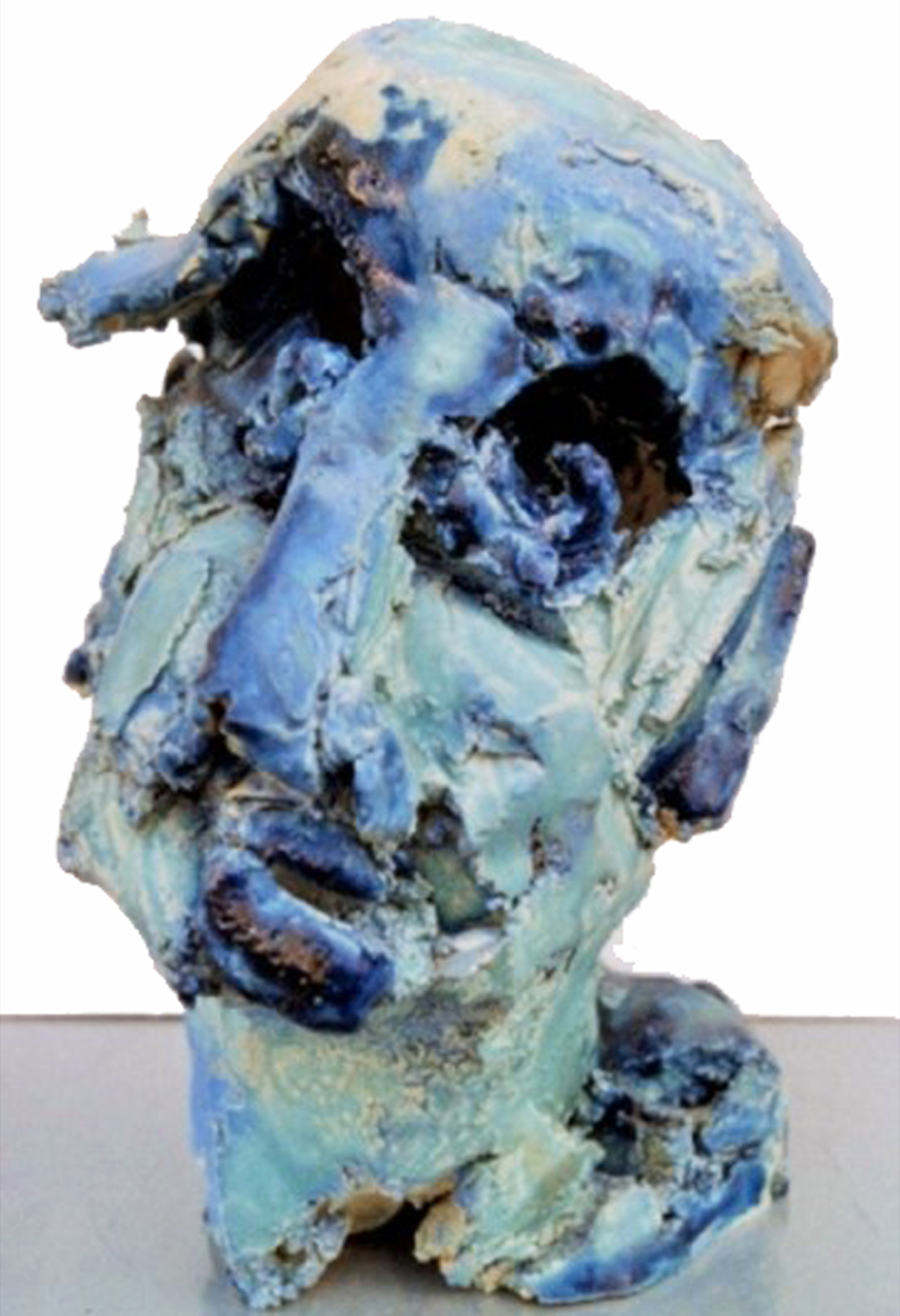
Les Bleus de l'Esprit
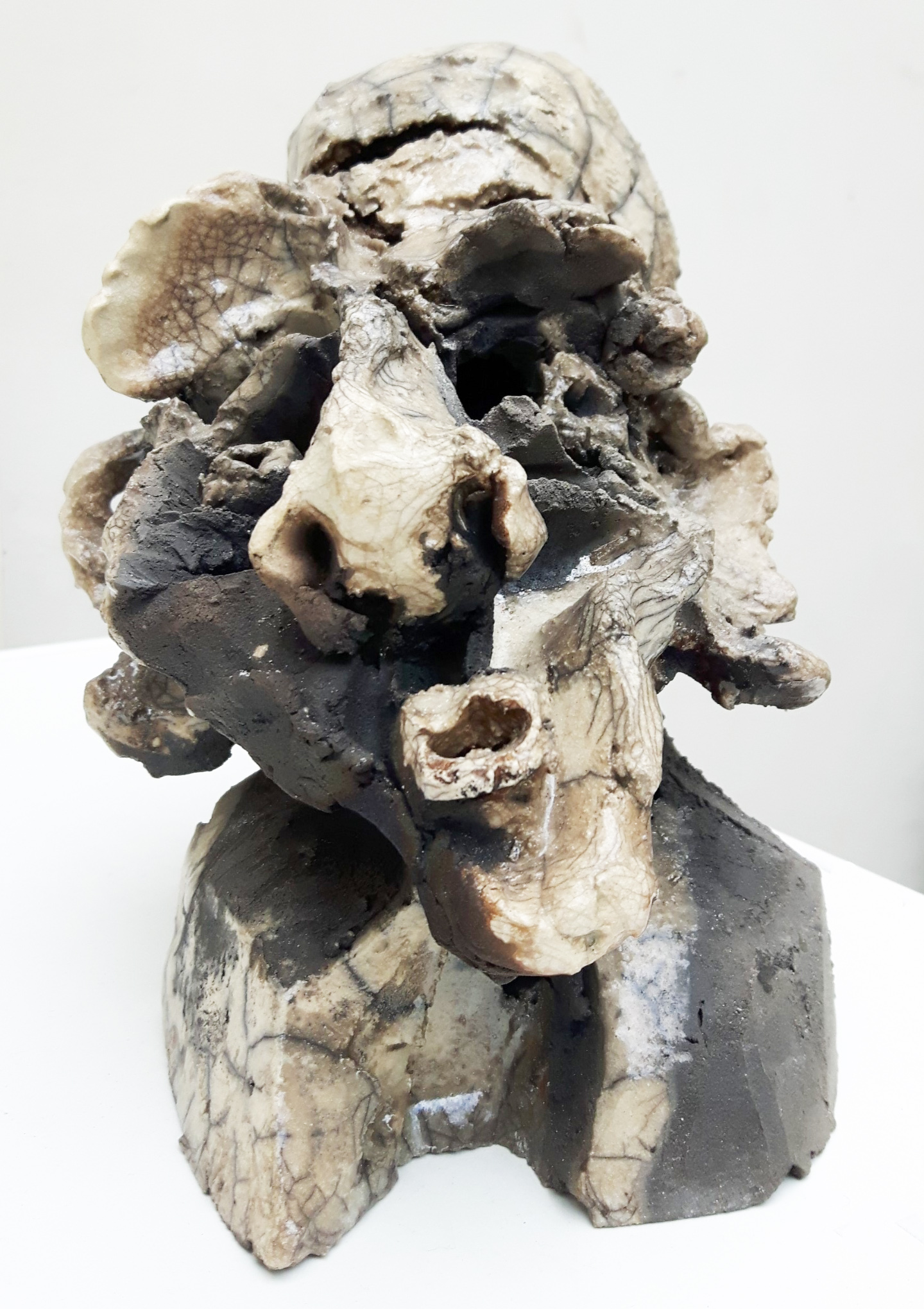
Premier de classe
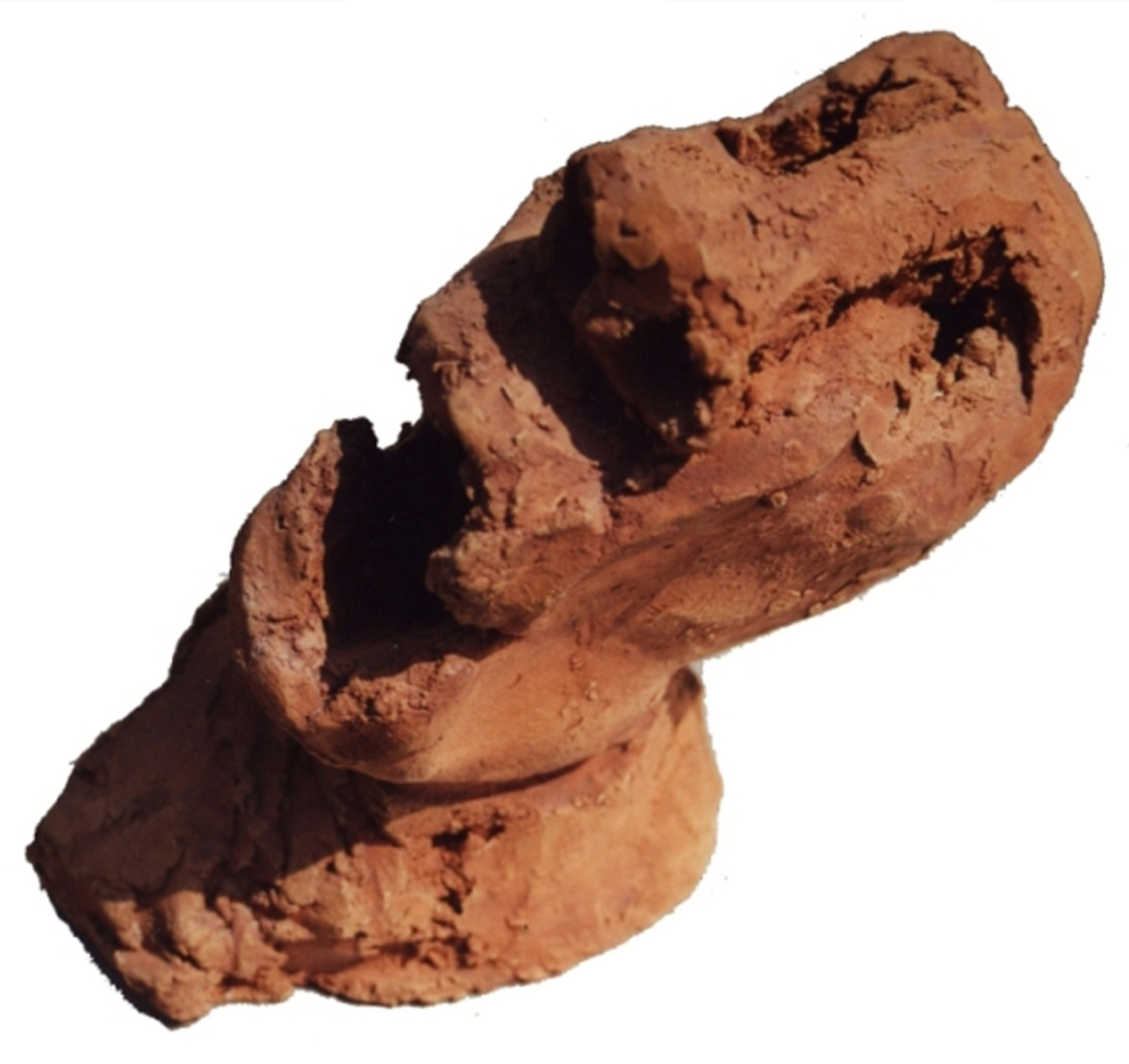
Quelque chose de l'Île de Pâques

- Sculptures-assemblages.

Autodidacte dans cet art, soucieuse du recyclage, elle crée des sculptures-assemblages, se servant de pièces destinées à être jetées, elle les récupère et les assemble en vue de leur redonner une nouvelle vie, artistique, dont les réalisations sont teintées d'humour.

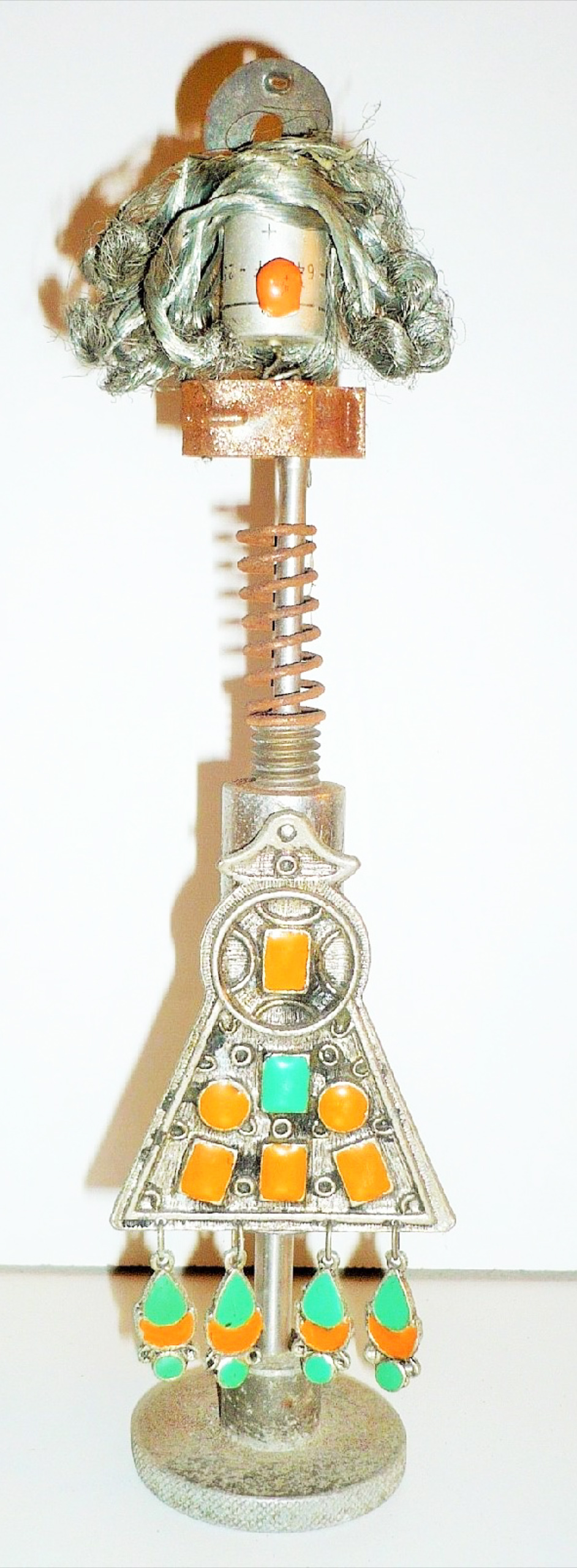
La Coquette
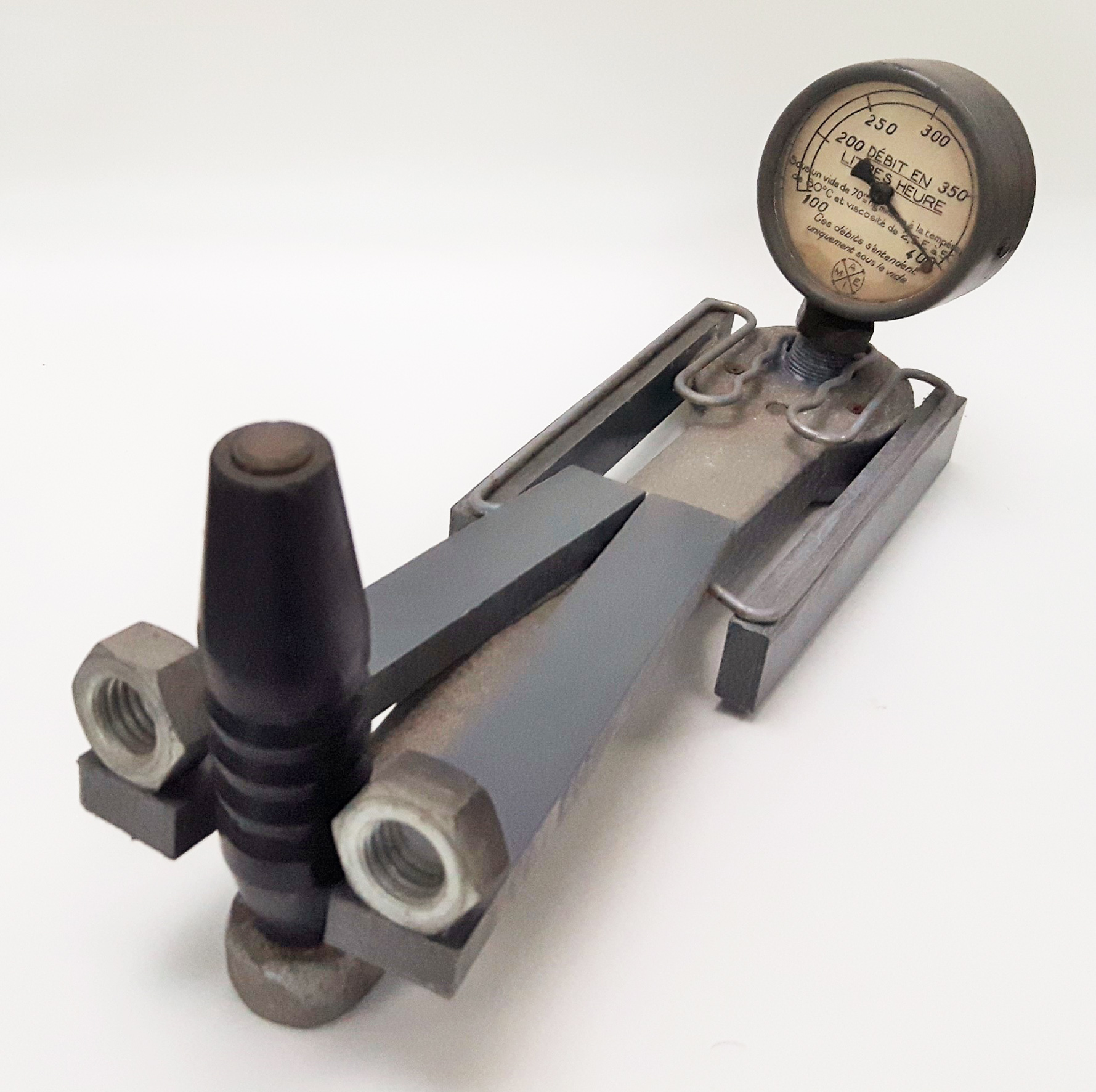
Le Culturiste
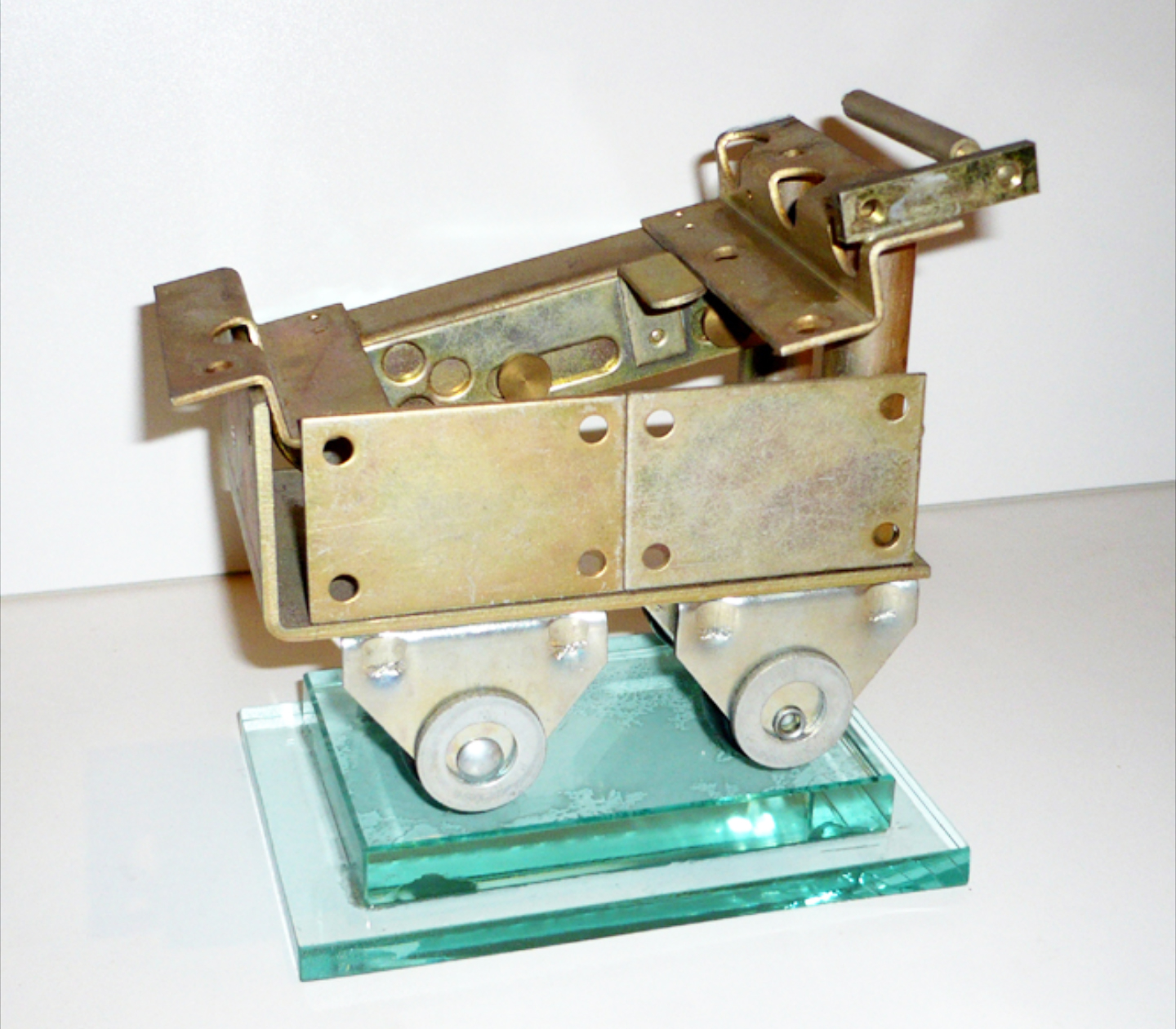
Caddy

## Illustrations

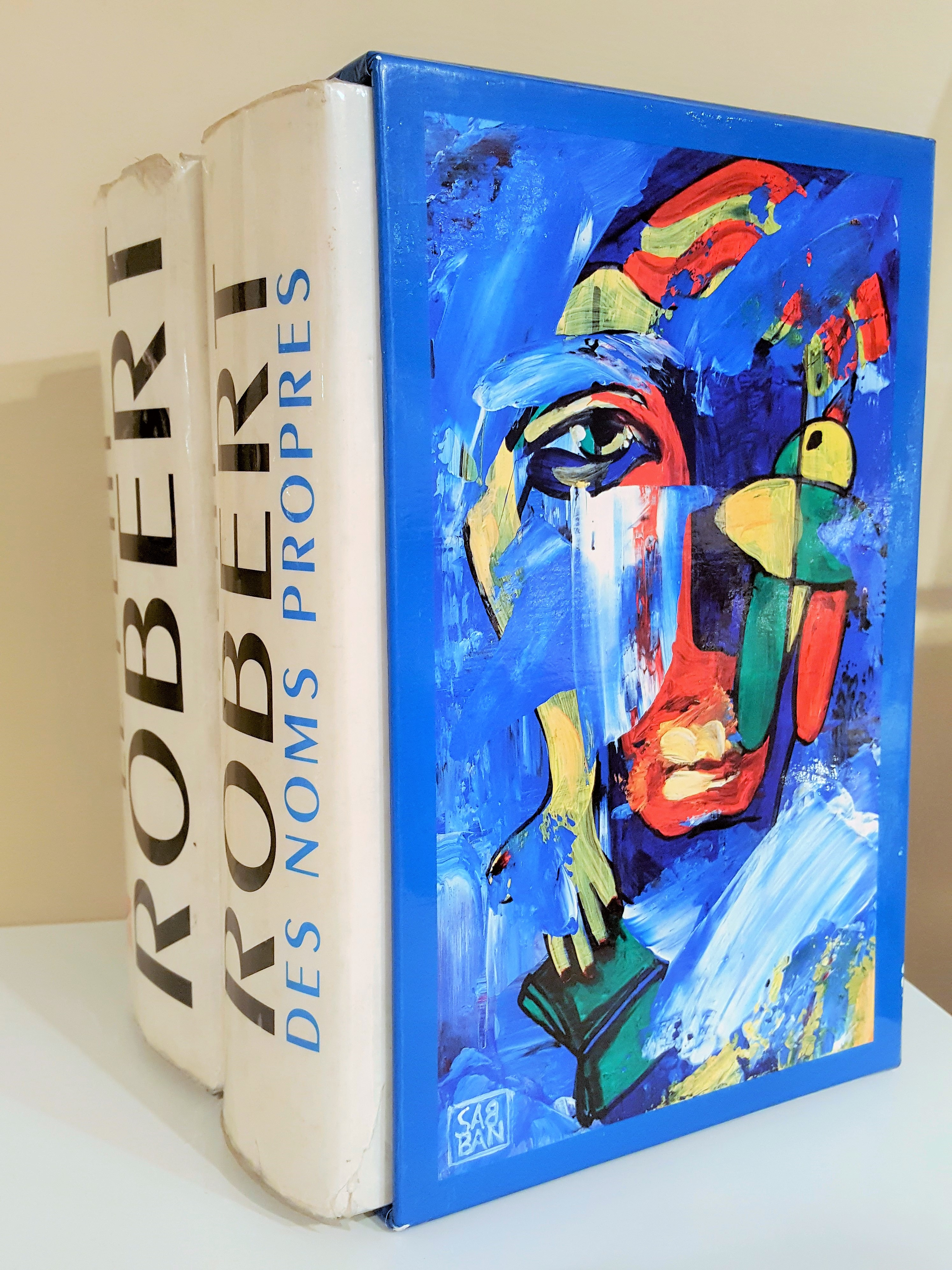

- En 1998, elle crée pour une édition limitée à 1 000 exemplaires le coffret des dictionnaires Le Robert, aux couleurs de la France[4].

## Reportage
- L'artiste dans la société, reportage réalisé par Elise Boon sur Véronique Sabban en mai 2016

## Expositions

### Expositions personnelles (liste non exhaustive)
- 2019 : Galerie d'Art "Au fil du temps", Bruxelles
- 2018 : Artwing presents "Art & Drinks with Véronique Sabban", Tribes Brussels European Quarter
- 2016 : La Maison du Livre - article 643 de présentation de l’exposition de Véronique Sabban « Encres à la Page», Bruxelles[4]
- 2015 : Espace Blanche - Contemporary Art Gallery -, "Véronique Sabban: Visages et Paysages", Quartier Grand Place, Bruxelles
- 2013 : Sofitel Brussels Europe
- 2010 : Galerie Venta, Liège
- 2010 : Les Frissons d'orchestre, Maison Fraeyman, Bruxelles[5].
- 2010 : Parcours d'artistes de St-Gilles[6].
- 2002 : Musée des Beaux-Arts (ancienne piscine) de Mouscron renommé « Centre culturel de Mouscron"
- 2001 : Véronique Sabban « se donne à voir », salle du Bélian à Mons[7].
- 2000 : Galerie Reinold Ketelbuters, Bruxelles Sablon
- 2000 : Galerie Viviana Grandi, Bruxelles
- 1995 : Cimaises Mercator, "Inside Out - Véronique Sabban", Bruxelles et Anvers

### Expositions collectives (liste non exhaustive)
- 2020 : Institut Bruno Lussato, Bruxelles
- 2019 : Marco Titucci fine-art-galleries, De Haan
- 2014 : City Museum Nepomuk, République tchèque
- 2014 : « Carte de Visite – ArtOpenKunst »[8], exposition collective et multidisciplinaire initiée par l’Echevinat de la Culture de la Ville de Bruxelles dans les Anciens Établissements Vanderborght
- 2011 : ‘Summer Madness’, Nova Belgica Art & Design gallery, Sint-Truiden
- 2010 : Parcours d’artistes de Saint-Gilles (Bruxelles): « Peintures et sculptures autour de la figure humaine »[9].
- 2010 : Parcours d’artistes d'Ixelles-Maalbeek[10]
- 2007 : Rollebeek Gallery28, Bruxelles Sablon
- 2005 : Belgium Horse Parade pour I.F.A.H – Europe (International Federation for Animal’s Health)- La Tribune de Bruxelles n° 138, 1er septembre 2005[11]

- 2004 : Galerie Jos Depypere, Kuurne
- 2004 : Galerie Figure, Paris
- 1998 : "Les couleurs de l'été" Galerie Dimmers, Bruxelles
- 1996 : "Cœur d'amour épris, de l'imaginaire au virtuel", Musée Jean-Lurçat et de la Tapisserie contemporaine, Anger (FR)
- 1989 : Participation à Europalia Japon[1], réalisation collective du Aomori nebuta matsuri

### Foires d'art internationales
- 2013 : Art Event Namur représentée par la Galerie Venta
- 2011 : Ceci n'est pas une Foire Internationale d'Art Contemporain de Bruxelles, Sablon
- 2010 : Brussels Accessible Art Fair, Bruxelles
- 2010 : 22e Journée du Livre & des Arts dans le cadre de la Foire du livre de Bruxelles
- 2007 : Art Event, Anvers
- 2005 : Lineart, Flander Expo Gent représentée par la Galerie Depijpere
- 2003: Mini Print International de gravure miniature, Taller Galeria Fort, Cadaques
- 1996 : 5e Triennale internationale de mini-textiles, Musée Jean Lurçat

## Performances artistiques
- 2021 : Art Performance, Bibliothèque Solvay - Edifico, Bruxelles
- 1995 : Art Performance, sur le mur de la Gare de Bruxelles-Chapelle pour Recyclart.

## Prix
- 2016 : Lauréate de «Laat je kunsten zien» pour De Bosuil, Overijse  [1]
- 1994 : Lauréate du Prix Olivier Strelli (sculpture assemblage)

## Collections
- 2013 : Galerie Deroyan, tapisserie intitulée "Rouges de gris" 264 X 361,  réalisée en 1990
- 2005 : Rob Fine Food, quadriptyque intitulé "Cour de ferme" 70 x 250
- 2002 : Musée des Beaux-arts de Mouscron, tableau intitulé : "Consolation" 140 x144, réalisé en1995
- 2001 : Musée de l’Escrime Charles Debeur, tableau intitulé : "La Riposte"  40 x 60, réalisé en 2001
- 2001 : Boomerang cartes postales catalogue, Belgique
- 1998 : Boomerang cartes postales catalogue, Belgique
- 1997 : Musée d'Art spontané, monotype intitulé "Séisme"  25 x 33 cm, réalisé en 1995
- 1995 : MJB de Belgique, tableau intitulé "Première phase" 100 x 70,  réalisé en 1991